# ユー・ロック・マイ・ワールド
「ユー・ロック・マイ・ワールド」（原題：You Rock My World）は、マイケル・ジャクソンの2001年のシングル。フランス、スペイン、ポルトガル、香港で1位獲得。日本のオリコン洋楽シングルチャートでも1位獲得（1曲入りとして525円で発売された）。生前に発売された最後のアルバム『インヴィンシブル』の6曲目に収録されている。

## 解説
ヨーロッパのラジオ局へ配布されたプロモ盤は、key2audioというプロテクト技術を利用したコピーコントロールCD仕様であった。
本曲のミュージック・ビデオは2001年9月21日に発表された。イントロの声はクリス・タッカー。ミュージック・ビデオには長年の親友であるマーロン・ブランドが出演している。